# Gaetano Monda
Gateano Monda (Brusciano, 13 novembre 1870 – ...) è stato un militare italiano, Brigadiere dell'Arma dei Carabinieri, insignito di Medaglia d'oro al valor civile il 21 novembre 1906.